# Bermtandpalpje
Het bermtandpalpje (Gonatium paradoxum) is een spinnensoort in de taxonomische indeling van de hangmatspinnen (Linyphiidae).
Het dier komt uit het geslacht Gonatium. Het bermtandpalpje werd in 1869 beschreven door Ludwig Carl Christian Koch.